# Jordán
Jordán (hebrejsky נהר הירדן‎,  nehar ha-Jarden, arabsky نهر الأردن‎,  nahr al-Urdun) je řeka protékající Velkou příkopovou propadlinou, která tvoří hranici mezi Izraelem, Jordánskem a Palestinou (Západním břehem Jordánu). Jedná se o největší řeku Jordánska, Palestiny a Izraele, která má délku 251 km a plocha jejího povodí je 18 300 km². Vzniká soutokem tří říček v Chulském údolí, během svého toku protéká Galilejským jezerem a nakonec se vlévá do Mrtvého moře. Velká část vod řeky je lidmi využívána jako pitná voda nebo pro potřeby zavlažování či průmyslu. Historicky a nábožensky je považována za jednu z nejposvátnějších řek světa.

## Etymologie
Vzhledem k indoárijskému původu je název složeninou slov jor-don, kde „jor“ znamená v perštině rok a „don“ znamená řeka, což odkazuje na stálý charakter průtoku řeky, která během roku nevysychá. Semitský výklad názvu se odvíjí od kořene slova „klesat“ a celý název doslova znamená „proud, který rychle klesá“. Tento výklad vhodně popisuje řeku Jordán, zejména pak její horní tok, před Galilejským jezerem. V arabštině existují pro Jordán také názvy الشريعة‎ (eš-Šerí'a, doslova „vodní místo“) nebo الشريعة الكبيرة‎ (eš-Šerí'a el-Kebíre, doslova „velká voda“). Nejstarší zmínka názvu řeky se dochovala v egyptských záznamech z devatenácté dynastie, kde je zaznamenána jako ja-ar-du-na (doslova „přinesl nám“), což je název podobný kenaánskému jardún.

## Fyzickogeografická charakteristika

### Průběh toku
Pramennou oblastí Jordánu jsou jihozápadní svahy hory Hermon na pomezí Libanonu, Izraele a Sýrie. Vlastní řeka vzniká soutokem tří zdrojnic, říček Dan, Hasbani a Banias v bažinaté oblasti Chulského údolí, které je pozůstatkem někdejšího velkého jezera. Od tohoto údolí míří řeka po celý zbytek svého toku přímo na jih a její tok sleduje Velkou příkopovou propadlinu. Kromě průtoku Chulským údolím má Jordán na svém horním toku poměrně prudký spád s četnými peřejemi, a to až po rozlehlé Galilejské jezero, které leží 210 metrů pod úrovní světového oceánu. V této části svého toku tvořil do roku 1967 mezinárodně uznanou státní hranici mezi Izraelem a Sýrií, kdy odděloval Golanské výšiny, ale po šestidenní válce je území na obou stranách řeky izraelské. Po opuštění Galilejského jezera se do Jordánu vlévá zleva řeka Jarmúk, která odděluje Golanské výšiny od Jordánska. V následující části toku přibývají meandry a dále na jih tvoří hranici mezi Izraelem a Jordánskem a následně mezi Palestinou (Západním břehem Jordánu) a Jordánskem. V poslední zmiňované části se do Jordánu z jordánské strany vlévá řeka Jabuk. Tok řeky končí u bezodtokého Mrtvého moře, které je 420 metrů pod úrovní světového oceánu.

### Geologická charakteristika

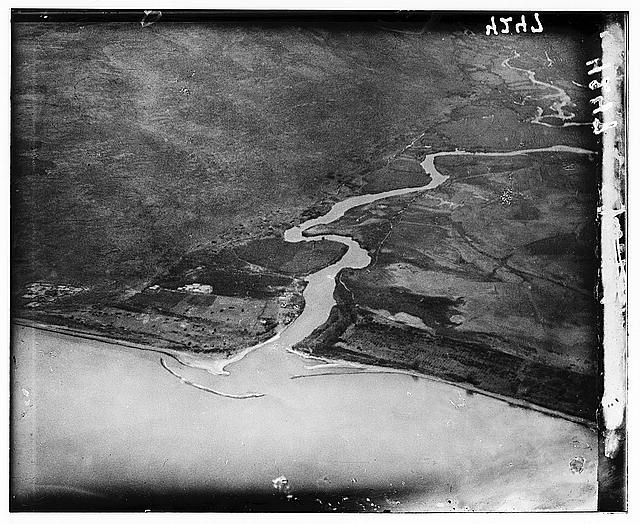
Letecký snímek ústí Jordánu do Galilejského jezera (1931)

Průběh toku řeky a její formování úzce souvisí s geologickým charakterem oblasti. Jordán po celé své délce protéká Velkou příkopovou propadlinou, která prochází Libanonem a táhne se až po Mosambik. Propadlina vznikla přibližně před 35 miliony lety rozpadem Africké desky a oddalováním Arabské tektonické desky.

#### Významná hydrogeografická místa
Galilejské jezero – největší sladkovodní jezero a zásobárna pitné vody v Izraeli. Zároveň se jedná o nejníže položené sladkovodní jezero na světě (−212 metrů). Více než dva tisíce let využíváno pro rybářství, údajné místo Ježíšových zázraků. Část vod se odvádí Národním rozvaděčem vody do jižní části země pro potřeby zavlažování.
Mrtvé moře – jedno z nejslanějších jezer na světě, nejníže položené odkryté místo na zemském povrchu a nejníže položené slané jezero na světě (−420 metrů). Využíváno pro léčebné účely (sůl, bahno). V jeho blízkosti se nachází významná historická místa Kumrán a Masada. Kvůli nízkému přítoku a vysokému výparu dochází ke zmenšování jezera. Existuje plán na výstavbu kanálu mezi Rudým a Mrtvým mořem.

### Vodní režim
Průměrný průtok je v místě opuštění Galilejského jezera 16 m³/s a v místě před Mrtvým mořem 39,7 m³/s. V důsledku lidské činnosti průměrný průtok v posledních desetiletích klesá. Na začátku 70. let 20. století činil v letním období 50 m³/s. Průtok se odvíjí od ročního období a úhrnu srážek. V období zimních dešťů dochází ke vzestupu vodní hladiny, avšak během zbylé části roku je řeka úzká a mělká.

## Vliv lidské činnosti

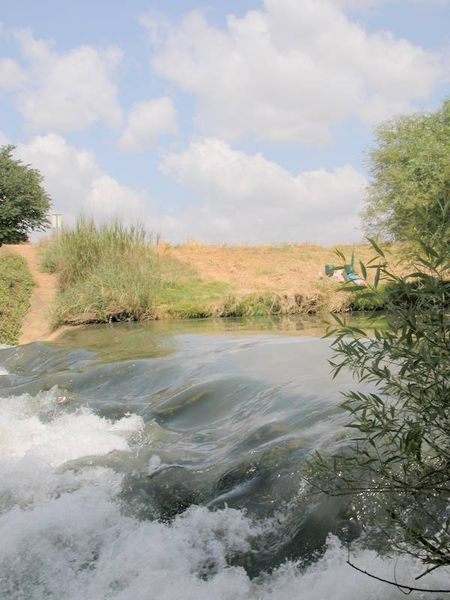
Jordán v zimě.

V letech 1930 až 1948 existovala při soutoku Jordánu a Jarmúku vodní elektrárna Naharajim, která byla zničena během izraelské války za nezávislost. V roce 1964 spustil Izrael provoz na hrázi, která odvádí část vod z jeho největší zásobárny pitné vody – Galilejského jezera – do Národního vodního přivaděče. Téhož roku začalo Jordánsko s výstavbou kanálu na přítoku Jordánu, řece Jarmuk. Později na této řece vystavěla nádrže na vodu rovněž Sýrie. Za tyto kroky jsou všechny tři státy obviňovány ochránci životního prostředí z drancování ekosystému řeky.
V současné době je 90 až 95 % vody využíváno pro lidské účely (pitná voda, zemědělské zavlažování, průmysl) a tok je tak značně redukován. V důsledku dochází k setrvalému poklesu hladiny Mrtvého moře, neboť vypařování převládá nad přítokem. Díky poklesu hladiny se na jihu Mrtvého moře vytvořily solné roviny. Jedním z hlavních bodů Izraelsko-jordánské mírové smlouvy z roku 1994 bylo právo Jordánska na vyšší podíl při odběru vody z Jordánu.
V září 2006 nastal problém kvůli kontaminaci toku řeky splaškovými vodami. Nejvíce znečištěný, zhruba 90 kilometrů dlouhý úsek řeky, se nachází v meandrech mezi Galilejským jezerem a Mrtvým mořem. Ekologové tvrdí, že odběr vody z řeky téměř zničil celý říční ekosystém. Záchrana řeky by podle nich trvala celá desetiletí. V roce 2007 označila blízkovýchodní sekce Přátel Země řeku Jordán za jedno ze 100 nejvíce ekologicky ohrožených míst na světě.

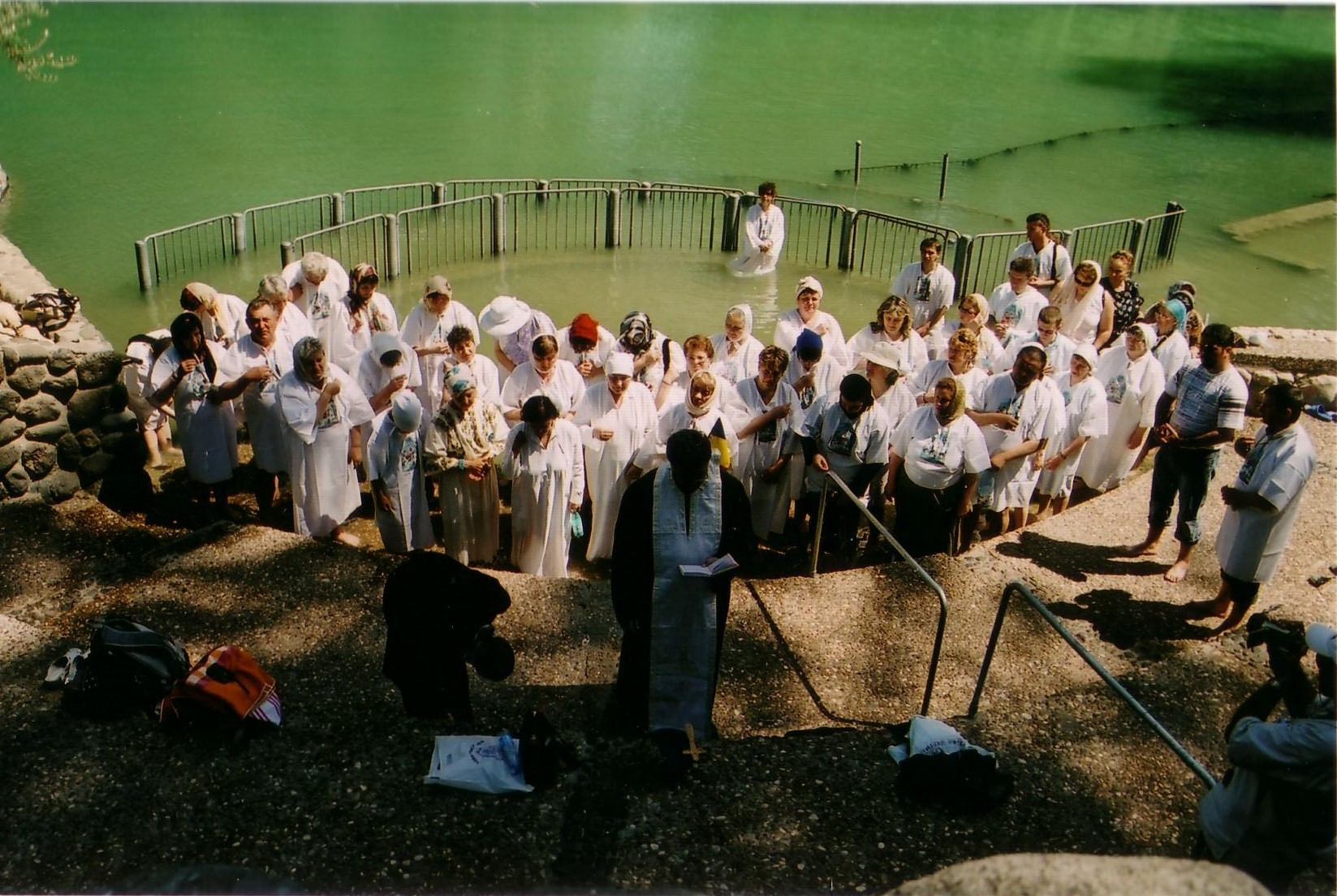
Jardenit – místo křtů

Jako připomínka novozákonního příběhu o Janu Křtiteli a Ježíši Nazaretském byla na místě, kde Jordán opouští Galilejské jezero, zachována kvůli křtění tato část toku řeky nazývaná Jardenit. Kvůli křtění jezdí do Svaté země poutníci z celého světa. K Ježíšově křtu mělo údajně dojít v lokalitě známé jako Kasr al-Jehud.
Za účelem zastavení vysychání Mrtvého moře byl navržen projekt, v jehož rámci by došlo k vytvoření zhruba 200 kilometrů dlouhého kanálu, který by samospádem přiváděl mořskou vodu z Rudého moře do Mrtvého moře. Díky tomu, že je Mrtvé moře nejníže položené místo na zemském povrchu by voda nemusela být čerpána generátory a díky spádu by sama elektrický proud vytvářela. Tento projekt má však odpůrce v řadách ekologů, kteří tvrdí, že výstavba kanálu by zničila ekosystémy v Aravském údolí a Rudém moři a poškodila by i samotné Mrtvé moře.
S řekou Jordán je rovnoběžná dálnice 90, která spojuje sever a jih Izraele.

## Život v okolí řeky

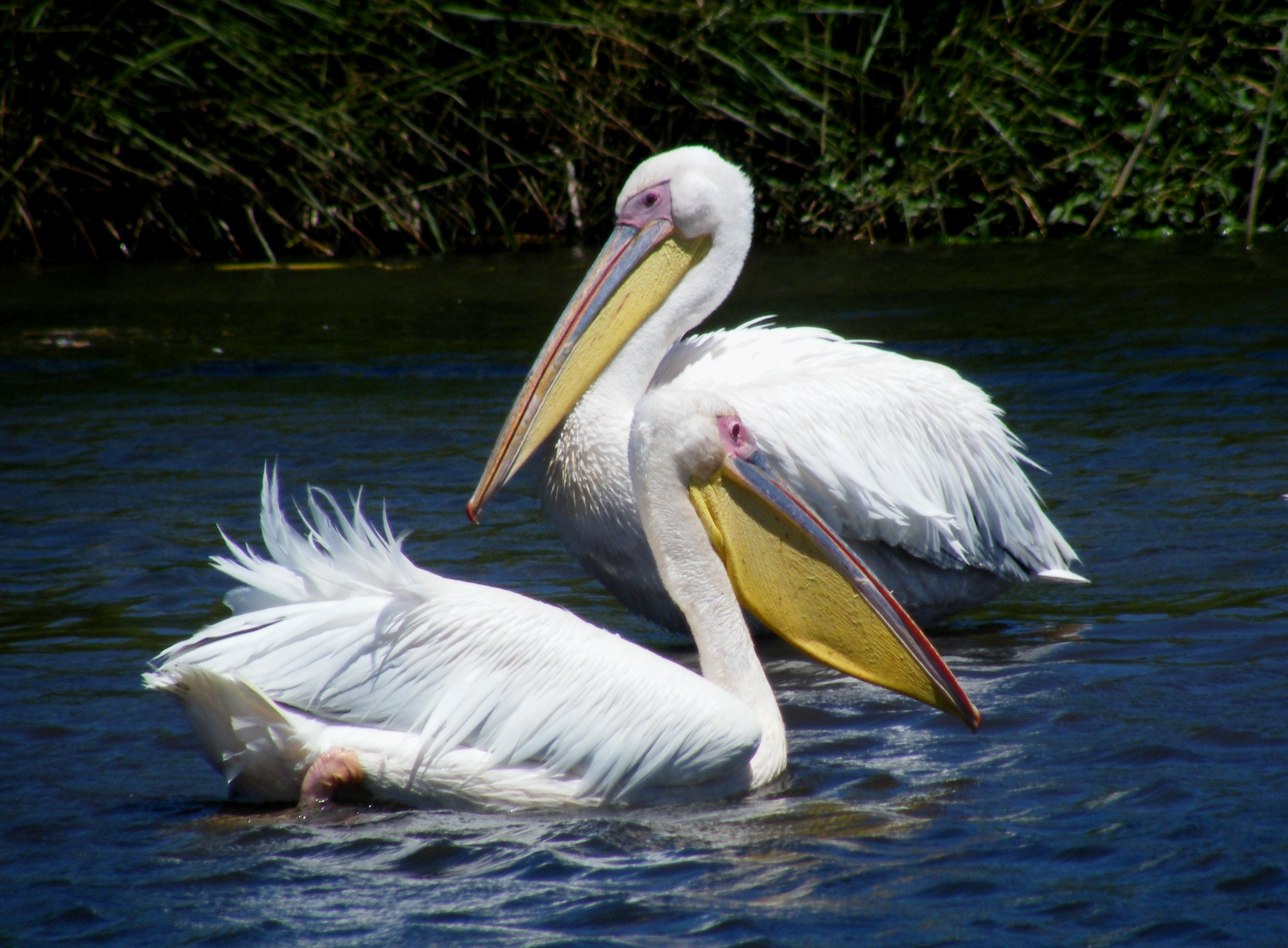
Pár pelikánů bílých

Severní část údolí je významně úrodná, zatímco jižní část má charakter polopouště. Díky stálému průtoku řeky je zde celoroční vegetace. Jordán, jakožto jeden z hlavních vodních zdrojů v oblasti, poskytuje jak ekonomické, tak zemědělské výhody.
 Díky zavlažování došlo na jordánské straně k rozvoji nových měst a vesnic, což způsobilo nárůst zemědělské produkce. Od roku 1967 se na jordánské straně jordánského údolí pěstují pomeranče, banány, raná zelenina a cukrová třtina. Mezi hlavní zdroje příjmů obyvatel na izraelské straně řeky patří rybolov, lehký průmysl a cestovní ruch. Celý tok řeky není přístupný a některé jeho části jsou uzavřené vojenské zóny, což paradoxně působí jako jejich ochrana.

### Flóra a fauna
Izrael patří mezi významný migrační koridor ptactva a jedním z významných pozorovacích stanovišť je Chulské údolí, kterým řeka Jordán protéká. Mezi druhy ptactva vyskytující se podél údolí řeky patří kos černý (Turdus merula), kormorán velký (Phalacrocorax carbo), jeřáb popelavý (Grus grus), sojka obecná (Garrulus glandarius), kachna divoká (Anas platyrhynchos), strdimil palestinský (Nectarinia osea), hrdlička senegalská (Streptopelia senegalensis), vodouš rudonohý (Tringa totanus), vlaštovka obecná (Hirundo rustica), pelikán bílý (Pelecanus onocrotalus) a další.

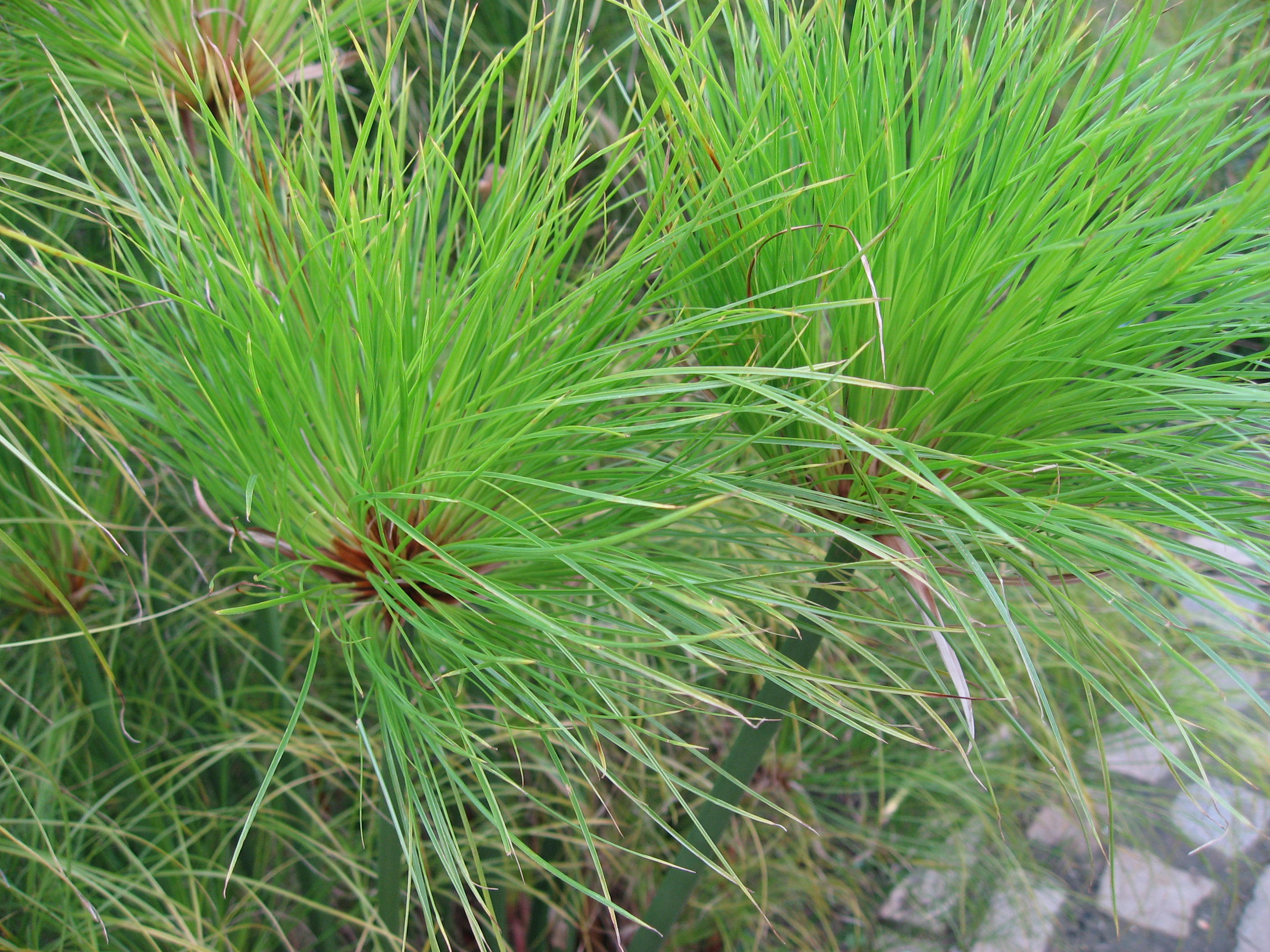
Šáchor papírodárný

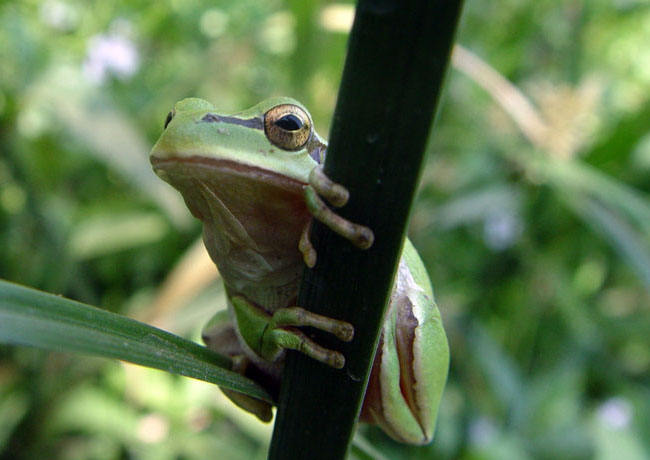
Rosnička levantská

Mezi zástupce obojživelníků patří například mlok skvrnitý (Salamandra salamandra), skokan Bedriagův (Rana bedriagae) či rosnička levantská (Hyla savignyi). Ze zástupců ryb zde lze nalézt například pstruha duhového (Oncorhynchus mykiss) či sumce velkého (Silurus glanis). Savce pak zastupuje například prase divoké (Sus scrofa), nutrie říční (Myocastor coypus), šakal obecný (Canis aureus), promyka ichneumon (Herpestes ichneumon), buvol domácí (Bubalus bubalus) a jiní.
Podél břehů řeky roste například fíkovník smokvoň (Ficus carica), jasan syrský (Fraxinus syriaca), platan východní (Platanus orientalis), vrba (Salix acmophylla), či zimolez ovíjivý (Lonicera periclymenum). Z jedlých rostlin zde rostou datle, avokáda, guava či manga. Mezi další zástupce rostlin patří například kyprej vrbice (Lythrum salicaria), vrbovka chlupatá (Epilobium hirsutum), šáchor papírodárný (Cyperus papyrus), rdesno blešník (Polygonum lapathifolium), rákos obecný (Phragmites australis) a jiné.

## Biblický význam

### Tanach

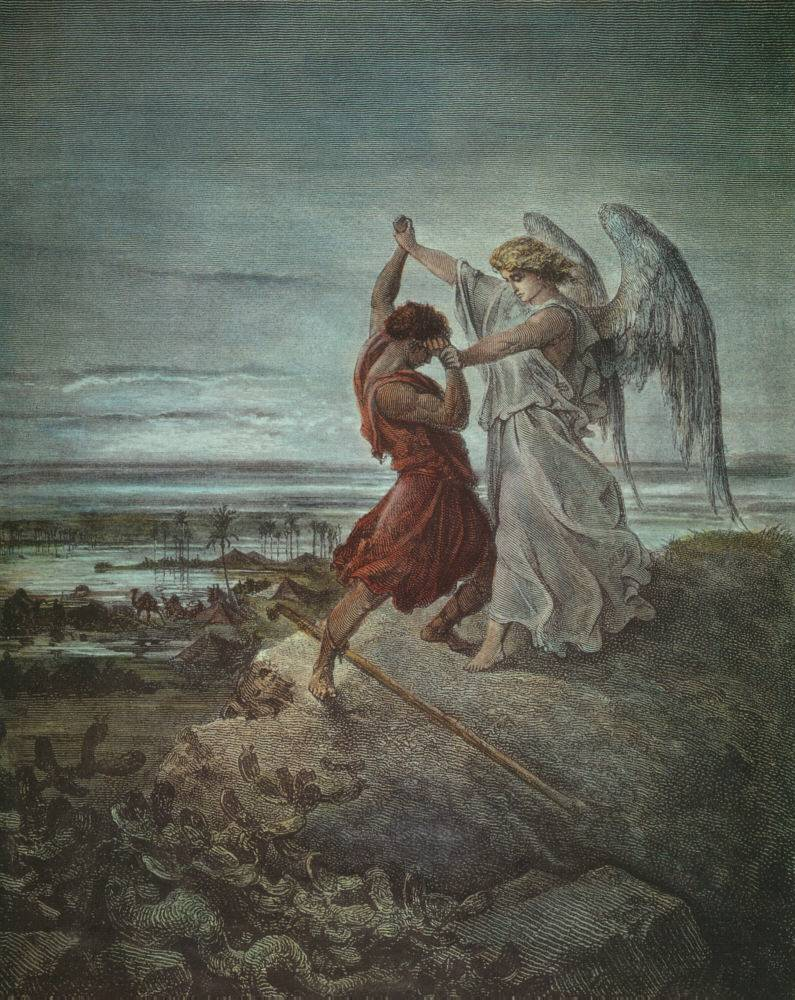
Jákob zápasící s andělem. Gustave Doré (1855)

Zmínky o řece Jordán se objevují na řadě míst Tanachu. Úrodnost údolí Jordánu je zmiňována již v knize Genesis, kde je přirovnáváno k „zahradě Hospodinově“. Připomínkou četných brodů přes Jordán je událost, kdy patriarcha Jákob se svou družinou překročil Jordán a u brodu přes Jabok zápasil s Hospodinem. Jeden z nejznámějších brodů pak je místo, kde Jifta pobil Efrajimce. Jordán je rovněž zmiňován jako dělicí čára mezi „dvěma a půl kmeny,“ které se usadily na východě a mezi „devíti kmeny a polovinou kmene Menasesova,“ které se pod Jozuovým vedením usadily na západě. Vzhledem k poloze vůči městu Jericho byla řeka také označována jako „Jordán naproti Jerichu.“
V biblických dějinách byl Jordán místem několika zázraků. První z nich se odehrál, když Izraelité pod Jozuovým vedením přešli Jordán poblíž Jericha. Později se dva a půl kmene usadily východně od Jordánu, kde na jeho břehu postavili velký oltář, který měl být svědectvím mezi jimi a ostatními kmeny. Jordán suchou nohou překročil Elijáš a Elíša. Eliša učinil u Jordánu dva další zázraky: vyléčil Naamána tím, že mu řekl, aby se sedmkrát ponořil do vod řeky, a nechal vynořit železnou sekeru jednoho z prorockých žáků, která spadla do řeky tím, že do vody hodil větev a sekera vyplavala.
Jordán rovněž překročil Juda Makabejský se svým bratrem Jonatanem během jejich války proti Nabatejským.

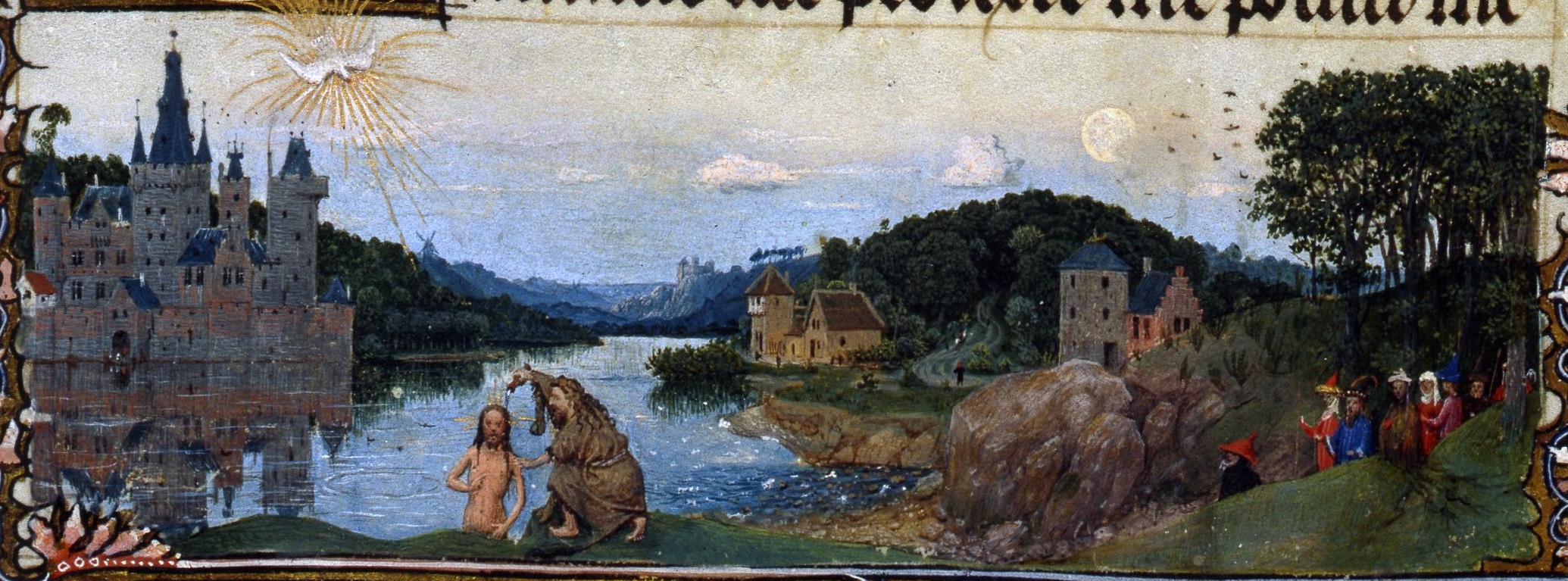
Křest v řece Jordán, Jan van Eyck (1425)

### Nový zákon
V Novém zákoně stojí, že Jan Křtitel v Jordánu „křtil ty, kteří se odvrátili od svých hříchů.“ Mělo se tak dít v Betanii na druhém břehu Jordánu. Tam za ním přišel Ježíš Nazaretský, aby se nechal pokřtít. Zde jej Jan Křtitel označil jako beránka Božího a syna Božího. Nový zákon několikrát hovoří o tom, jak Ježíš přešel Jordán během svých cest, kam za ním šly velké zástupy, aby si vyslechly jeho kázání, a aby je uzdravil od nemoci. Když ho chtěli jeho nepřátelé zajmout, ukryl se u Jordánu na místě, kde ho Jan pokřtil.

## Národy a civilizace u Jordánu
Řeka Jordán nebyla vždy hraniční řekou. Prakticky všechny státní útvary před britským mandátem Palestina se zde rozkládaly na obou březích řeky. Na obou stranách řeky bylo ve starověku i židovské osídlení, což je důvod, proč revizionističtí sionisté žádali ve 20. století pro území židovského státu oba dva břehy Jordánu. K využití Jordánu coby hraniční linie došlo v roce 1922, kdy byl britský mandát na základě Churchillovy bílé knihy rozdělen na Zajordánsko a vlastní britský mandát a území pro židovský stát bylo tak omezeno pouze západně od Jordánu.
V roce 1179 se na Jordánu odehrála mezi Jeruzalémským královstvím a Saladinem bitva u Jákobova brodu, po níž o devět let později Saladin znovudobyl křižáky ovládaný Jeruzalém.

## Symbolický význam
Jordán se často vyskytuje ve folkové hudbě, gospelech a spirituálech, ale i v poezii nebo literárních dílech.
Z historického hlediska, kdy Izraelité vykonali obtížnou a nebezpečnou cestu z otroctví v Egyptě na svobodu v Zaslíbené zemi, může Jordán rovněž představovat svobodu. Jeho překročení bylo poslední částí cesty a zároveň jejím zakončením. Jordán však také může znamenat samu smrt, kdy jeho překročení znamená vstup do ráje nebo nebe.